# Oxyopes auratus
Oxyopes auratus là một loài nhện trong họ Oxyopidae.
Loài này thuộc chi Oxyopes. Oxyopes auratus được Tord Tamerlan Teodor Thorell miêu tả năm 1890.